# Enånger
Enånger ist ein Ort (tätort) in der schwedischen Provinz Gävleborgs län und der historischen Provinz Hälsingland.
Der Ort in der Gemeinde Hudiksvall liegt am Bottnischen Meerbusen, etwa 23 Kilometer südlich von Hudiksvall an der Europastraße 4.